# Diego Verdegiglio
Diego Verdegiglio (Pesaro, 16 giugno 1952) è un attore e saggista italiano.

## Biografia

### Attore
Dopo la laurea all'Università di Roma La Sapienza, a partire dagli anni ottanta Verdegiglio ha recitato in numerose pellicole cinematografiche e televisive. Interpreta Francesco Cossiga nella miniserie Aldo Moro - Il presidente, a fianco di Michele Placido.
Meno conosciuta ma memorabile la sua partecipazione come protagonista dello spot Fiat Duna, negli anni 80, doppiato da Oreste Lionello.

### Saggista
Verdegiglio affianca all'attività di attore l'attività di saggista. Ha pubblicato Ecco chi ha ucciso John Kennedy (1998) e La TV di Mussolini (2003); in collaborazione con Francesco Valitutti ha scritto Alla conquista dello Spazio (1999) e Il libro della vagina (2000) sui costumi sessuali femminili in varie civiltà del passato e in popolazioni primitive della Terra. Con Olga Bisera ha collaborato ai volumi Ho sedotto il potere, Maktub e Luciano Martino, un amore che vive, mentre con Antonella Lualdi ha scritto Io Antonella, amata da Franco (2018). Collabora inoltre come freelance a varie pubblicazioni.

## Filmografia

### Cinema
- La festa perduta, regia di Pier Giuseppe Murgia (1981)
- Vai avanti tu che mi vien da ridere, regia di Giorgio Capitani (1982)
- Razza violenta, regia di Fernando Di Leo (1984)
- L'angelo custode, regia di Mario Gariazzo (1984)
- L'attenzione, regia di Giovanni Soldati (1985)
- Squadra selvaggia, regia di Umberto Lenzi (1985)
- Un delitto poco comune, regia di Ruggero Deodato (1988)
- Don Bosco, regia di Leandro Castellani (1988)
- Via Lattea... la prima a destra, regia di Ninì Grassia (1989)
- Odore di pioggia, regia di Nico Cirasola (1989)
- Da do da, regia di Nico Cirasola (1994)
- Bagnomaria, regia di Giorgio Panariello (1998)
- Al momento giusto, regia di Giorgio Panariello e Gaia Gorrini (2000)
- Hotel Dajti, regia di Carmine Fornari (2001)
- Febbre da cavallo - La mandrakata, regia di Carlo Vanzina (2002)
- A.A.A.Achille, regia di Giovanni Albanese (2003)
- L'amore è eterno finché dura, regia di Carlo Verdone (2004)
- L'ora di punta, regia di Vincenzo Marra (2007)
- Grande, grosso e... Verdone, regia di Carlo Verdone (2008)
- Il bel marito, regia di Clarita Di Giovanni – cortometraggio (2008)
- Due vite per caso, regia di Alessandro Aronadio (2010)
- Sole negli occhi, regia di Lorenzo Corvino – cortometraggio (2010)
- Diciottanni - Il mondo ai miei piedi, regia di Elisabetta Rocchetti (2011)
- Ti stimo fratello, regia di Giovanni Vernia e Paolo Uzzi (2012)
- L'eremita, regia di Al Festa (2013)
- Colpi di fortuna, regia di Neri Parenti (2013)
- Tempo instabile con probabili schiarite, regia di Marco Pontecorvo (2015)
- L'aquilone di Claudio, regia di Antonio Centomani (2016)
- Quo vado?, regia di Gennaro Nunziante (2016)
- Oh mio Dio!, regia di Giorgio Amato (2017)
- Tutta un'altra vita, regia di Alessandro Pondi (2019)
- Cetto c'è, senzadubbiamente, regia di Giulio Manfredonia (2019)
- A mano disarmata, regia di Claudio Bonivento (2019)
- Esterno notte, regia di Marco Bellocchio (2022)
- Tu quoque, regia di Gianni Quinto (2025)
- Il nibbio, regia di Alessandro Tonda (2025)

### Televisione
- L'enigma delle due sorelle, regia di Mario Foglietti – miniserie TV (1980)
- Inverno al mare, regia di Silverio Blasi – miniserie TV (1981)
- I ragazzi di celluloide, regia di Sergio Sollima – serie TV (1984)
- I racconti del maresciallo, regia di Giovanni Soldati – miniserie TV (1984)
- La stagione delle piogge, regia di Domenico Campana – film TV (1984)
- Io e il duce, regia di Alberto Negrin – miniserie TV (1985)
- Le volpi della notte, regia di Bruno Corbucci – film TV (1986)
- Piazza Navona, epis. Cuore di ladro, regia di Ugo Fabrizio Giordani – serie TV (1988)
- Doris una diva del regime, regia di Alfredo Giannetti – miniserie TV (1991)
- L'attentatuni - Il grande attentato, regia di Claudio Bonivento – miniserie TV (2001)
- Soldati di pace, regia di Claudio Bonivento – miniserie TV (2002)
- La stagione dei delitti – serie TV, 10 episodi (2004-2007)
- Il veterinario, regia di José María Sánchez – miniserie TV (2005)
- Distretto di Polizia – serie TV, 4 episodi (2005-2011)
- La notte breve, regia di Camilla Costanzo e Alessio Cremonini – film TV (2006)
- I Cesaroni – serie TV, episodio 1x18 (2006)
- Il Pirata - Marco Pantani, regia di Claudio Bonivento – film TV (2007)
- I liceali – serie TV (2008)
- Aldo Moro - Il presidente, regia di Gianluca Maria Tavarelli (2008) – miniserie TV (2008)
- R.I.S. Roma - Delitti imperfetti, regia di Fabio Tagliavia – serie TV, episodio 1x19 (2010)
- I delitti del cuoco, regia di Alessandro Capone – serie TV (2010)
- Salto vitale, regia di Bernd Fischerauer – film TV (2011)
- Il paese delle piccole piogge, regia di Sergio Martino – film TV (2012)
- Nero Wolfe – serie TV, episodio 1x06 (2012)
- Un caso di coscienza 5 – serie TV, episodio 5x02 (2013)
- Altri tempi, regia di Marco Turco – miniserie TV (2013)
- Trilussa - Storia d'amore e di poesia, regia di Lodovico Gasparini – miniserie TV (2013)
- Come un delfino, regia di Raoul Bova – serie TV, episodio 2x04 (2013)
- Io ci sono, regia di Luciano Manuzzi – film TV (2016)
- Non mentire, regia di Gianluca Maria Tavarelli – miniserie TV (2019)
- Come una madre, regia di Andrea Porporati – miniserie TV (2020)
- Nero a metà, regia di Marco Pontecorvo – serie TV, episodio 2x09 (2020)
- L'Alligatore, regia di Daniele Vicari – serie TV, episodio 1x02 (2020)
- La pupa e il secchione (quarta edizione) – reality (2021)
- La fuggitiva, regia di Carlo Carlei – miniserie TV, episodi 1x01-1x02 (2021)
- Governance - Il prezzo del potere, regia di Michael Zampino – film Prime Video (2021)
- 4 misteri e un funerale, regia di Federico Marsicano – serie TV (2022)
- Christian, regia di Stefano Lodovichi – serie TV, episodi 1x03-1x05 (2022)
- Lea - Un nuovo giorno, regia di Isabella Leoni – serie TV, episodio 1x05 (2022)
- A muso duro - Campioni di vita, regia di Marco Pontecorvo – film TV (2022)
- Fosca Innocenti - seconda stagione, regia di Giulio Manfredonia – serie TV, episodio 2x02 (2023)
- A Capodanno tutti da me, regia di Toni Fornari e Andrea Maia – film TV (2025)